# Lale Yavas
Lale Türkan Yavas (1978, Zúrich, Suiza) es una actriz suiza de origen turco, que ha trabajado para películas de Suiza, Alemania, Luxemburgo, Austria y la República Checa. Una de sus películas importantes es Tiempo de Solicitudes (2005), película para la televisión por la cual recibió un premio.

## Biografía
Nació en 1978, de padres turcos en Zúrich. Estudió  artes en la Facultad de Música y Teatro de la Universidad de Berna, se recibió de actriz. Habla alemán, francés, turco e inglés. Fue actriz de reparto antes de empezar en el cine el año 2003. Al terminar sus estudios, realizó un papel en la película de televisión Todo es Bueno (Alles wird Gut, 2003) y en Imbiness (2003). El 2005, recibió muchos elogios por su papel de Melike en la película Tiempo de Solicitudes, lo que le hizo ganar el Premio de la Audiencia en los Premios Adolf Grimme. El año 2006 actuó con Sibel Kekilli y Gedeon Burkhard en El Último Tren. Trabajó para la película Deepfrozen (2006), del luxemburgués Andy Bausch.
Desde el 2005, ha desempeñado el papel de Médico Forense en la serie alemana "Tatort".

## Filmografía

### Series y Televisión
- Todo es Bueno (Alles wird Gut, 2003) (TV)
- Das Paar im Kahn (2004) (TV)
- Tiempo de Solicitudes (Zeit der Wünsche, 2005) (TV)
- Tod eines Keilers (2006) (TV)
- "Wilsberg" (Serie de 1995, capítulo del 2007) (1 episodio)
- "Hatirla Sevgili" (Serie de 2006, capítulos del 2008) (10 episodios)
- "Tatort" (Serie de 1970, capítulos del 2005 al 2009) (5 episodios)

### Cine
- Deepfrozen (2006)
- El último tren a Auschwitz (2006)
- Yo era un Banquero Suizo (2006)
- Mil Océanos (2007)
- Evet, ich will! (2008)

### Cortometrajes
- Imbissness (2003)
- Tiempo de abril (2007)

## Premios

### Premios Adolf Grimme
| Año  | Resultado | Premio                 | Categoría/Destinatario(s)                                                                                            |
| ---- | --------- | ---------------------- | --- |
| 2005 | Ganadora  | Premio de la Audiencia | Por: Tiempo de Solicitudes (2005) (TV) Junto con: Erhan Emre (Actor) Tevfik Baser (Escritor) Rolf Schübel (Director) |